# Franz Steiner
Franz Steiner (Brig, 13 de julho de 1924 - 1 de janeiro de 2010) foi um político suíço, membro do Partido Democrata Cristão (PVC) de seu país.

## Biografia
Steiner completou seus estudos na faculdade de direito e, em seguida, foi trabalhar como advogado e notário. Logo cedo, ele começou sua carreira política no PVC, que representou (1961-1973) no Grande Conselho do cantão de Valais.
Em 1973, é escolhido para o Conselho de Estado. Em primeiro lugar, em pé na frente do departamento de construção, até 1981 e, posteriormente, até 1985, no Departamento de Assistência Social e da Justiça e da Polícia. Durante seu mandato como Baustaatsrat levantamento de aldeias de montanha caiu através da construção de estradas, e especialmente em 1985, completou túnel Mittal, que ignora a seção estreita e íngreme da menor Lötschental entre Gampel e Goppenstein e entre Hohtenn e Goppenstein 4,2 km através da declive da Hohgleifen conduz. Como chefe da Sozialdepartement ele defendia o desenvolvimento de oficinas protegidas no cantão de Valais.